# Anders Ehlin
Anders Erik Ehlin, född 9 mars 1978 i Södervidinge församling, är en Berlin-baserad filmkompositör och ljudkonstnär, huvudsakligen verksam inom film och konstinstallation. Hans produktion sträcker sig från orkester- och körmusik till elektroakustiska multikanalkompositioner, men omfattar även research inom språk och felkommunikation, inte minst genom hans ljuddesign och språkmanipulering för flera av videokonstnären Jemery Shaws videoverk.

## Filmografi
- 2004 – Strandvaskaren